# Philodromus aureolus
Philodromus aureolus es una especie de arañas del género Philodromus perteneciente a la familia Philodromidae. Fue descrita por primera vez por Clerck en 1757. Según el Catalogue of Life a Philodromus aureolus no se le conocen subespecies.

## Galería de imágenes

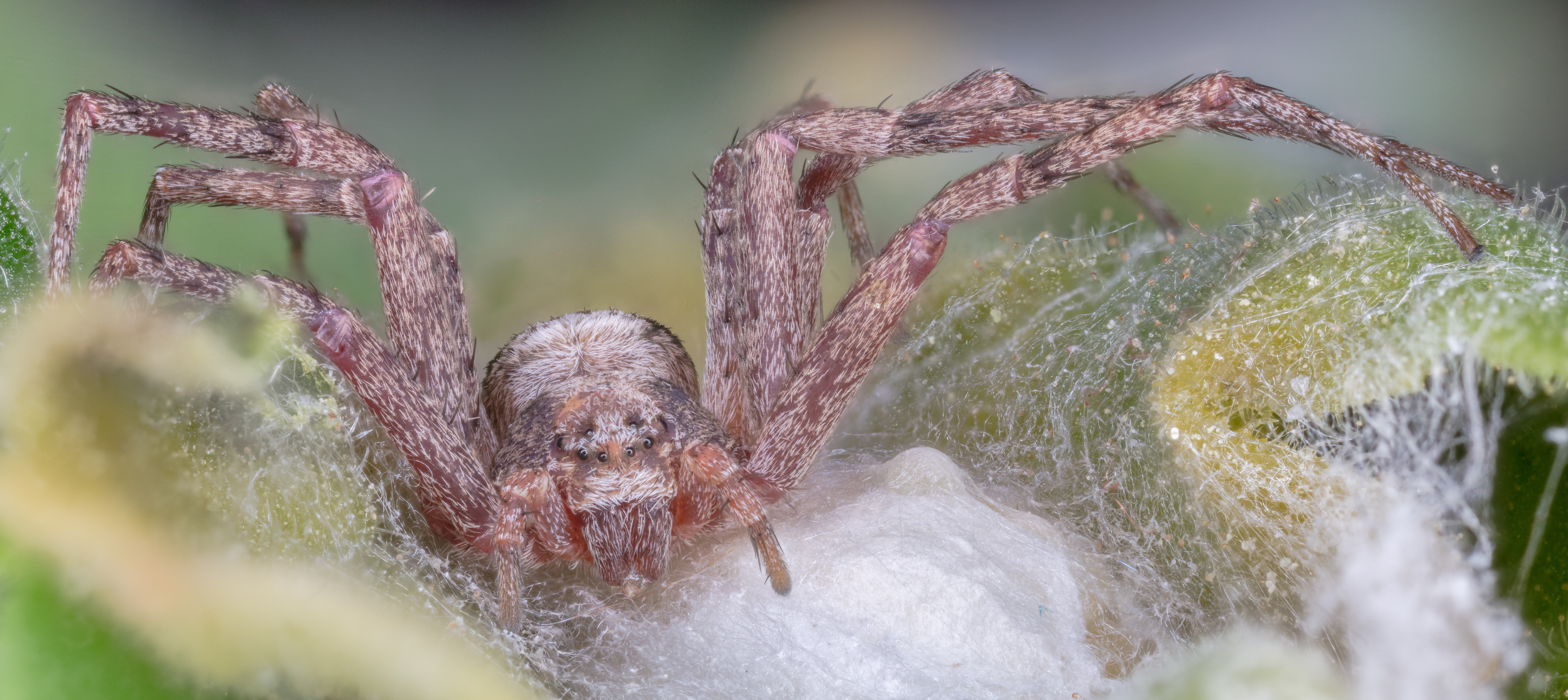
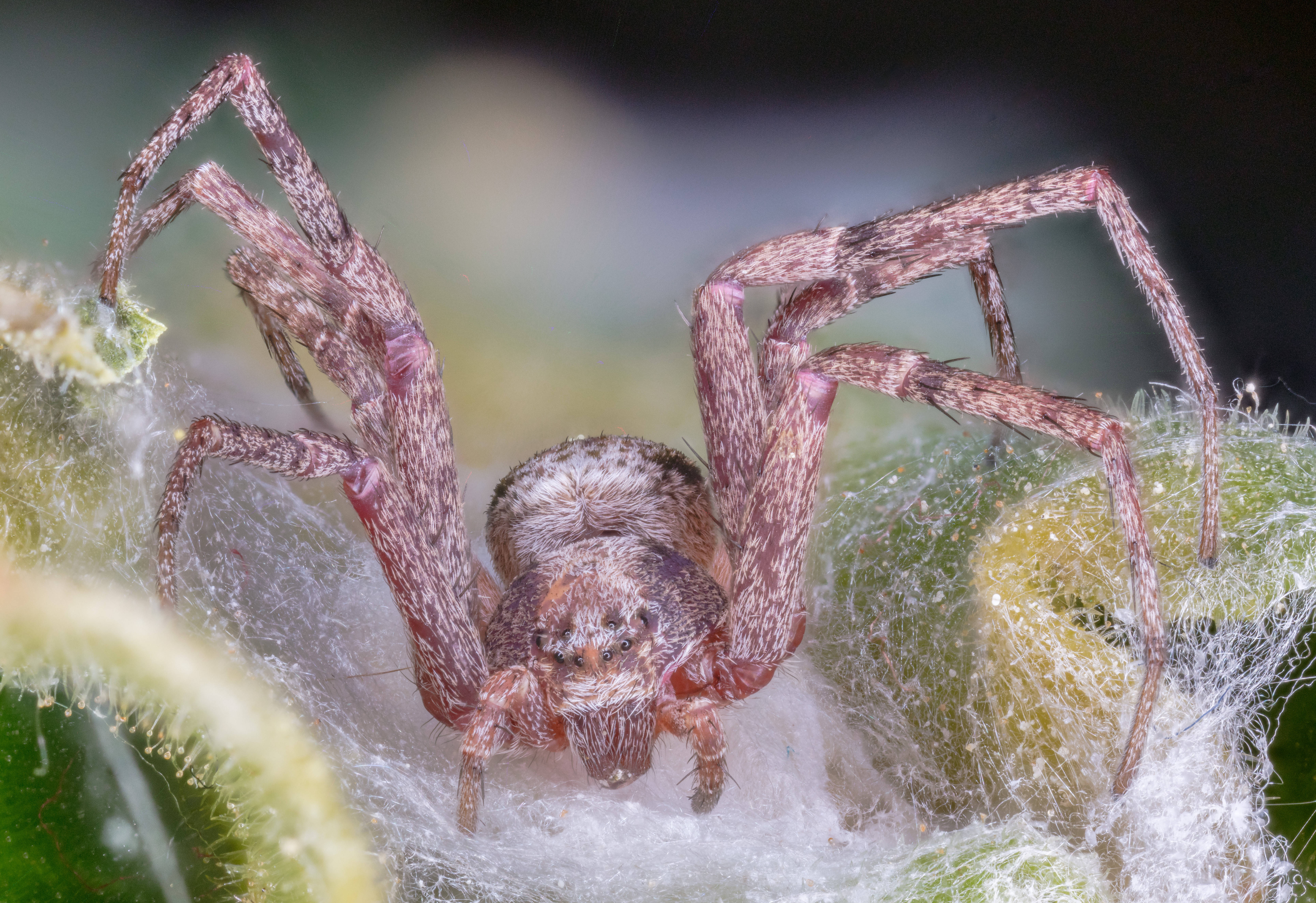
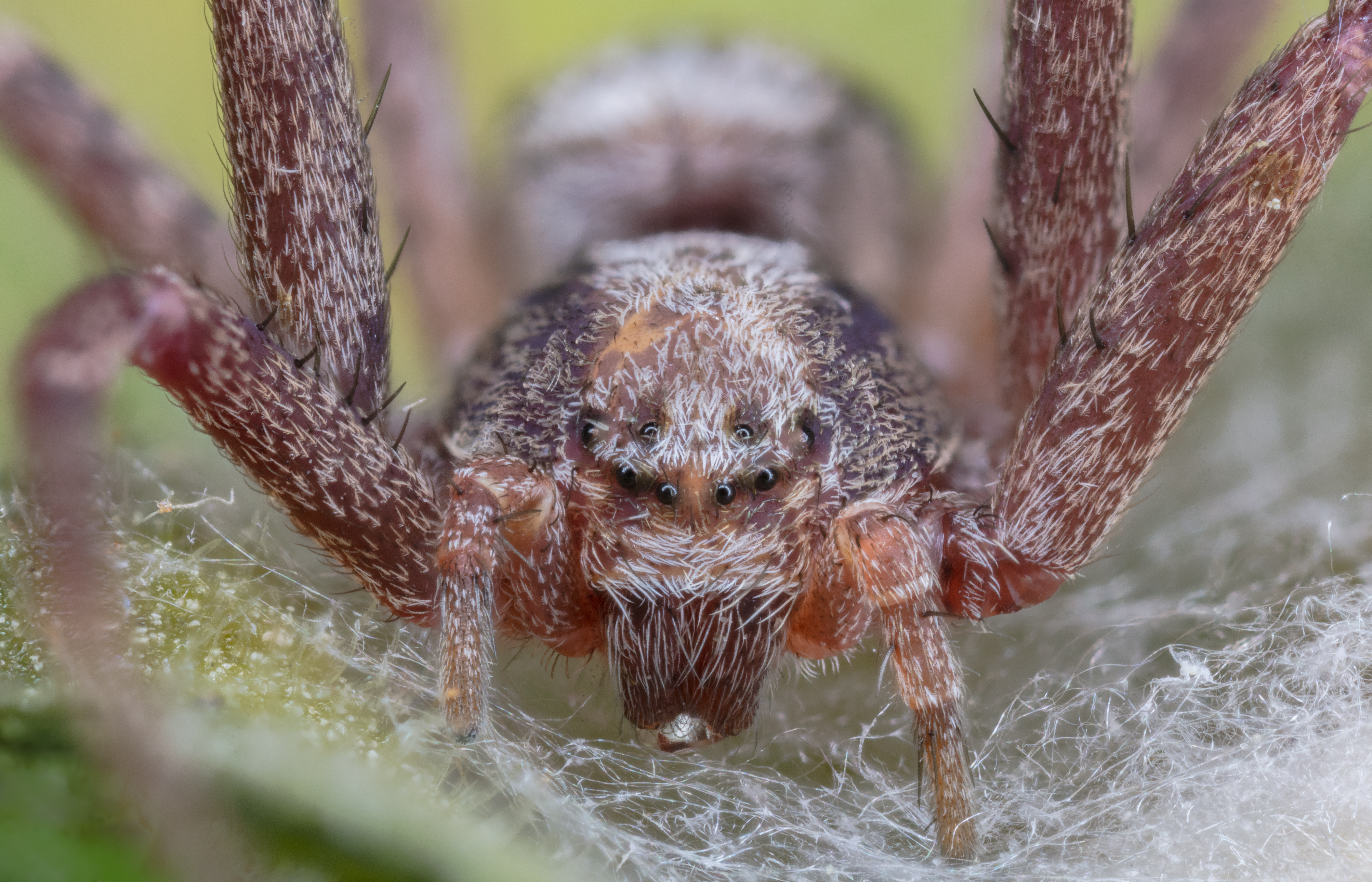
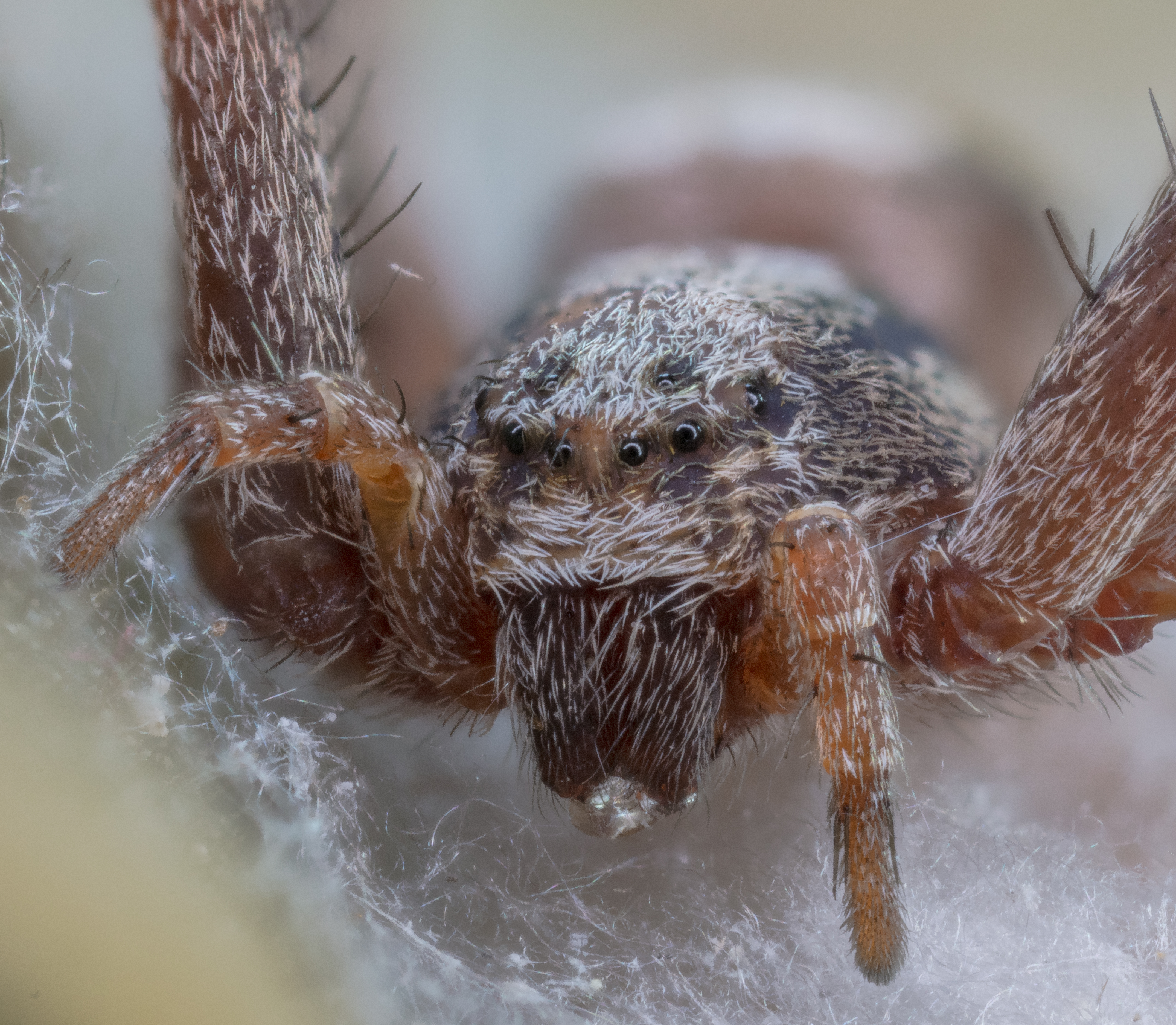
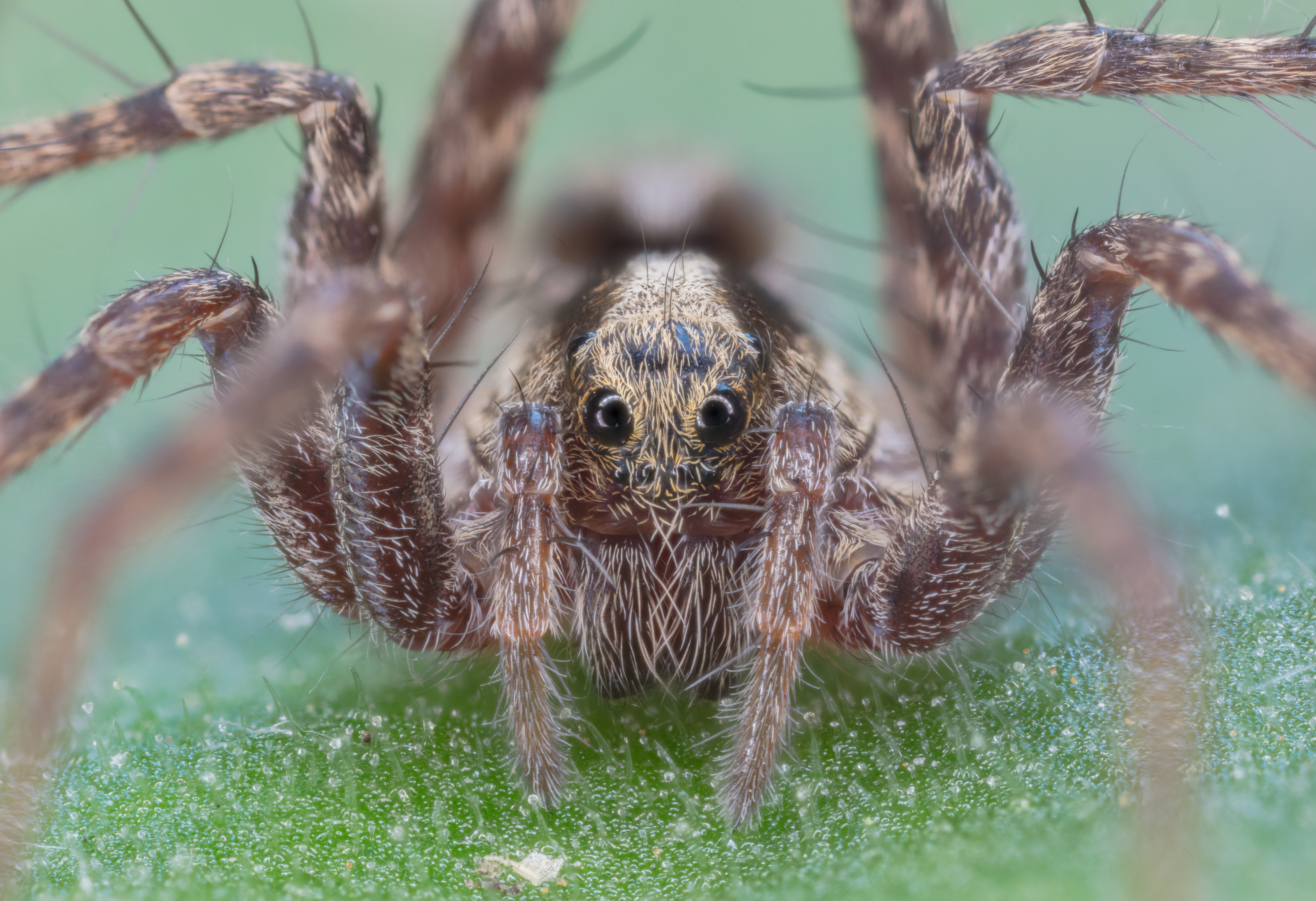
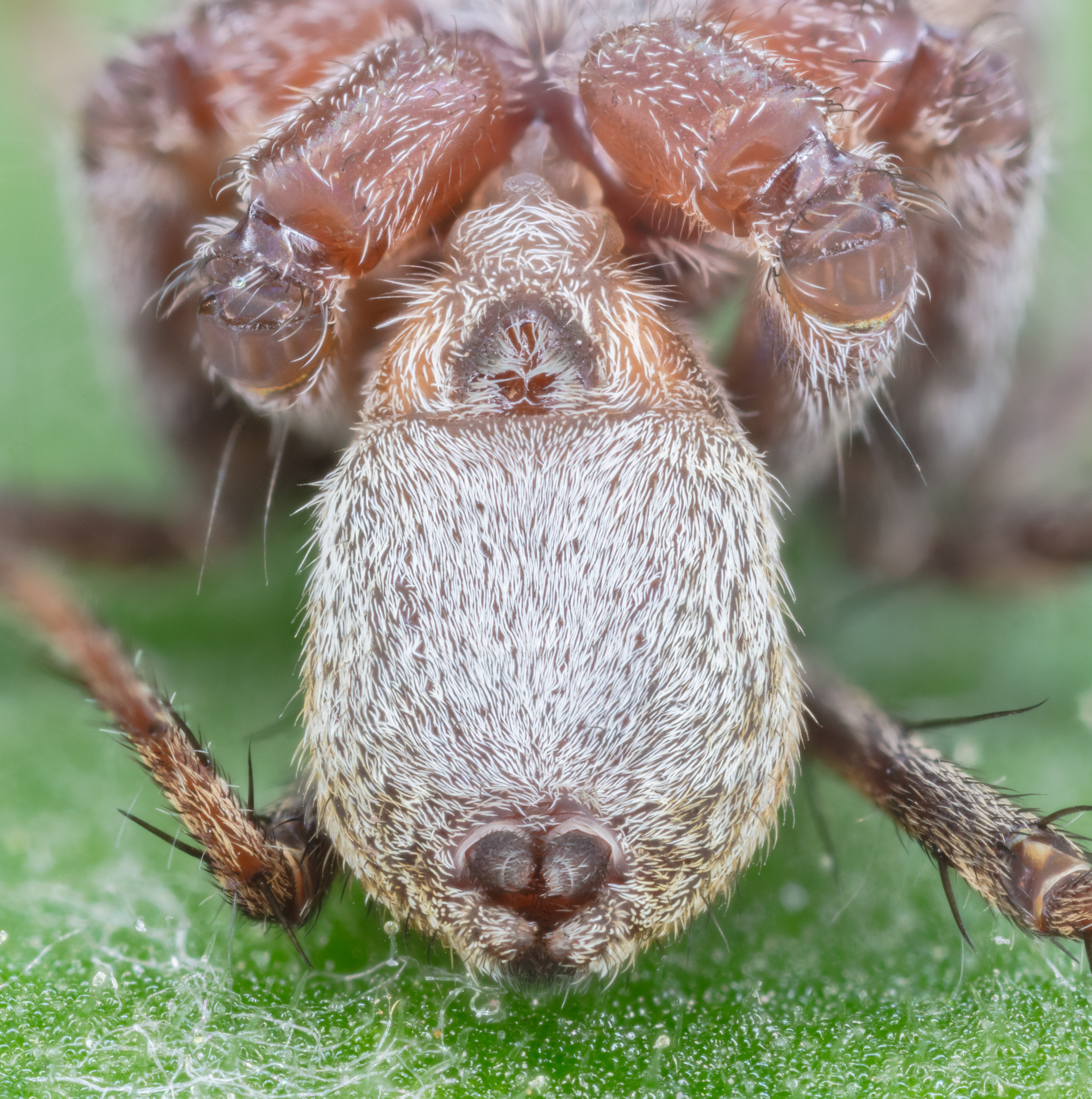
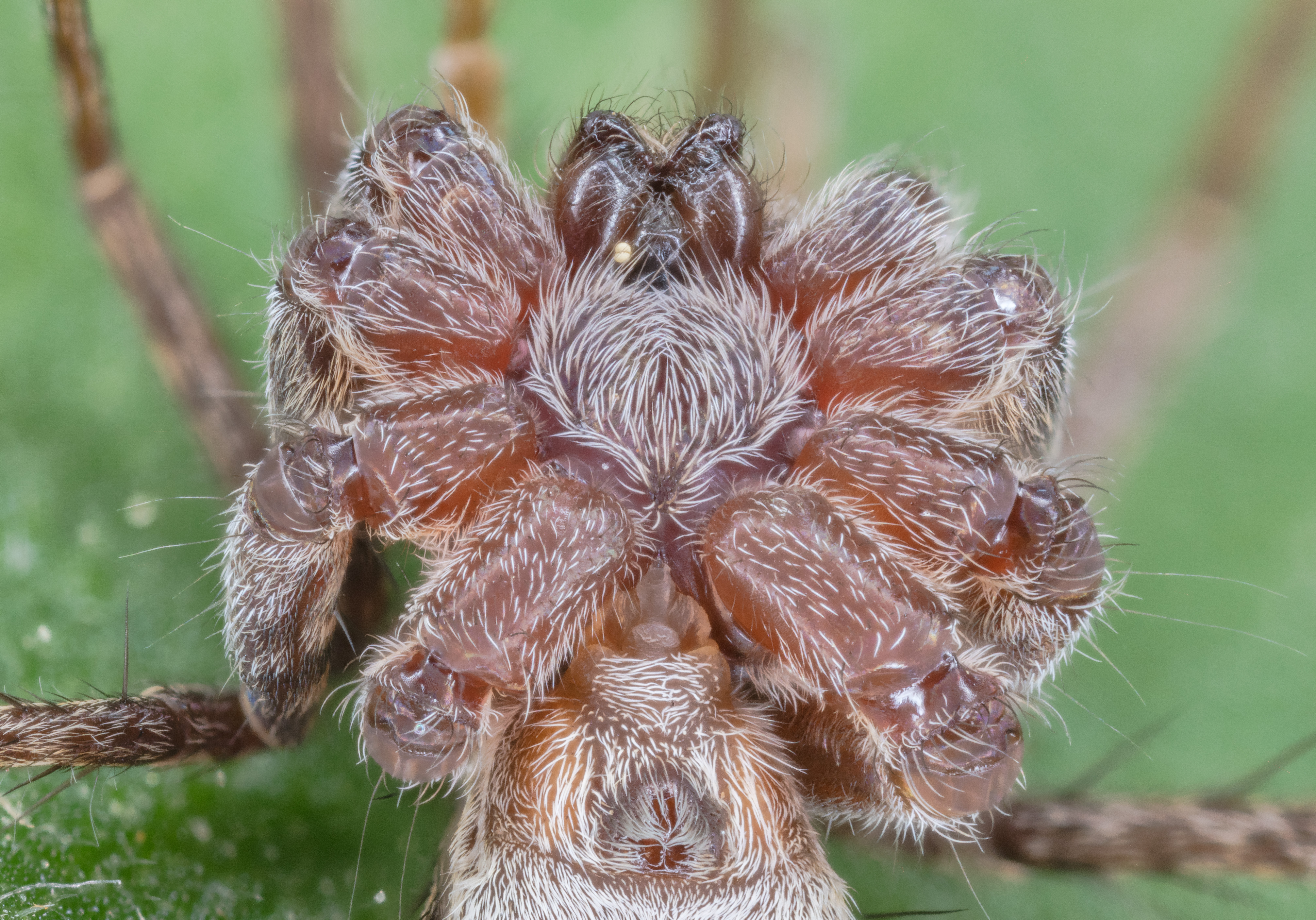
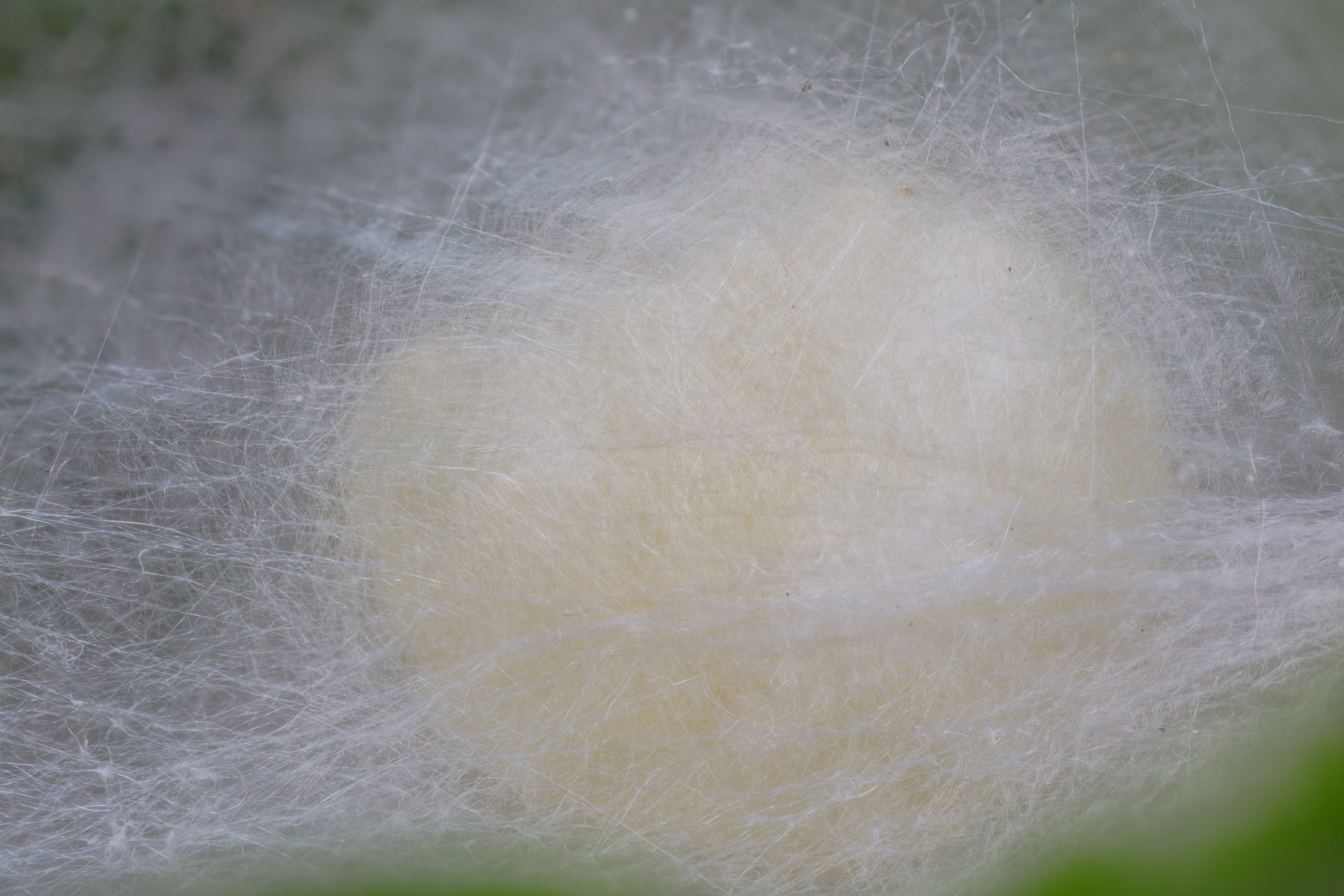

- Datos: Q1313508
- Multimedia: Philodromus aureolus / Q1313508
- Especies: Philodromus aureolus